# (509) Iolanda
(509) Iolanda ist ein Asteroid des Hauptgürtels, der am 28. April 1903 von Max Wolf in Heidelberg entdeckt wurde.
Die Herkunft des Namens ist unbekannt.